# دومینیک کوک
دومینیک کوک (انگلیسی: Dominic Cooke؛ زادهٔ ۱۹۶۶) کارگردان نمایش، نمایشنامه‌نویس، کارگردان فیلم، و کارگردان تلویزیونی اهل بریتانیا است.
از فیلم‌هایی که او کارگردانی کرده می‌توان به در ساحل چزیل (۲۰۱۷) اشاره کرد. وی همچنین برندهٔ جوایزی همچون جایزه لارنس الیویه شده‌است.